# Superjail!
Superjail! è una serie televisiva animata statunitense, creata da Christy Karacas, Stephen Warbrick e Ben Gruber nel 2007.
Prodotta da Augenblick Studios (per la prima stagione) e da Titmouse, la serie è caratterizzata da un'animazione notevolmente complessa, psichedelica e fluida, interamente realizzata con Flash, e da un'estrema violenza grafica. Questi elementi sono rappresentati attraverso sequenze animate altamente elaborate, descritte come "barocche, complicate e difficili da catturare in un unico angolo visuale".
La serie è stata trasmessa per la prima volta negli Stati Uniti su Adult Swim e consiste di 36 episodi ripartiti su 4 stagioni (le prime tre da 10 episodi e l'ultima da 6); negli Stati Uniti l'episodio pilota della serie fu trasmesso il 13 maggio 2007, mentre il primo episodio della prima stagione il 28 settembre 2008 e l'ultimo il 20 luglio 2014.

## Trama
Superjail! racconta la vita quotidiana dei prigionieri che risiedono all'interno dell'eponimo carcere, situato in una dimensione alternativa identificata come "5612". All'esterno, Superjail si presenta come un grande penitenziario costruito sotto un vulcano, all'interno di un altro vulcano più grande. All'interno, la prigione sembra costituire una propria realtà, dove il tessuto spaziotempo è estremamente fluido e cambia per ordine di The Warden. Secondo Jared, i detenuti di Superjail raggiungono i 70.000, anche se i creatori della serie hanno menzionato che il carcere elabora "miliardi di detenuti". Superjail è interamente supervisionato da un individuo conosciuto solo come The Warden, uno psicopatico con poteri apparentemente magici che usa la prigione (e di conseguenza i suoi prigionieri) per soddisfare i suoi numerosi ordini.

## Episodi
| Stagione         | Episodi | Prima TV USA | Prima TV Italia |
| ---------------- | ------- | ------------ | --------------- |
| Prima stagione   | 10      | 2008         | inedita         |
| Seconda stagione | 10      | 2011         | inedita         |
| Terza stagione   | 10      | 2012         | inedita         |
| Quarta stagione  | 6       | 2014         | inedita         |

## Personaggi e doppiatori

### Personaggi principali
- The Warden (stagioni 1-4), doppiato da David Wain.
Il proprietario e direttore di Superjail, nonché protagonista della serie. È un uomo alto e magro con frac viola, cappello a cilindro, guanti, fascia da smoking rossa e occhiali gialli. Descritto come una "versione sadica sia del Cappellaio Matto di Alice nel Paese delle Meraviglie che di Willy Wonka de La fabbrica di cioccolato", il direttore, pur avendo un atteggiamento allegro e ottimista, è un individuo gravemente squilibrato e violento a causa della sua educazione da parte di un padre severo, anche lui un direttore. Ha ideato Superjail come mezzo per esprimersi e mettere a repentaglio la vita dei prigionieri e dello staff stesso di Superjail, spesso intenzionalmente, per soddisfare qualche suo insolito capriccio. Ha poco rispetto delle persone e un giorno desidera incarcerare tutta l'umanità all'interno della sua prigione, come visto in un episodio dove, in un futuro alternativo, conquista il mondo intero e lo trasforma in un unico stato carcerario. Invece di occuparsi di compiti amministrativi, passa la maggior parte del tempo a bramare la guardia carceraria Alice o ad abbandonarsi alle sue bizzarre fantasie. Possiede delle abilità magiche, come la capacità di cambiare forma praticamente in tutto ciò che può immaginare e la capacità di controllare, a suo piacimento, le leggi della realtà all'interno di Superjail. Il vero nome del direttore non è mai stato rivelato durante la serie; tuttavia, in risposta a un utente di Reddit, David Wain ha detto che il suo vero nome è Mark Davis[2].
- Jared (stagioni 1-4), doppiato da Teddy Cohn.
Il contabile della Superjail, l'unico personaggio presentato con un comportamento minimamente ancorato alla realtà; tuttavia è sempre estremamente nervoso e agitato e in più d'una occasione rischia di ricadere nel vizio dell'alcolismo. Le sue caratteristiche più evidenti sono l'enorme testa e i baffoni. Un tempo assoldato dalla Mafia come assistente personale (a sua completa insaputa di ciò), durante un raid da parte della polizia viene arrestato e condotto in galera, salvato all'ultimo istante dal Direttore, che notando una sua estrema abilità nei calcoli e nei ragionamenti, l'ha assunto come suo braccio destro. Jared si considera in buoni rapporti col Direttore, ma spesso si ritrova a considerarlo più come un nemico che come il suo capo di lavoro.
- Alice (stagioni 1-4), doppiata da Christy Karacas.
Apparentemente l'unica guardia della prigione, è una transessuale estremamente muscolosa e dal piglio aggressivo. Il Direttore è innamorato di lei e in alcuni episodi tenta vanamente di conquistarla.
- Jailbot (stagioni 1-4).
Un robot tuttofare al servizio del Direttore, ha una forma che ricorda vagamente una lapide e cela al suo interno una serie impressionante di meccanismi, armi e strumenti di tortura. Jailbot non parla né emette suoni, ma ha uno schermo che raffigura una faccia molto semplificata (due puntini per gli occhi e qualche linea per la bocca) che gli permette di comunicare semplici emozioni. Spesso fa strage di detenuti, senza suscitare alcun tipo di reazione nel Direttore, e in molteplici occasioni, tramite un suo "linguaggio del corpo", o tramite la lettura dei suoi sogni e pensieri, viene rivelato che egli considera il Direttore come il padre che non ha mai avuto.
- The Doctor (stagione 1), doppiato da Christopher McCulloch.
Il dottore della prigione, trascorre il suo tempo a fare orribili esperimenti sui detenuti. Ha un marcato accento tedesco. È in possesso del DNA di ogni membro dello staff di Superjail, e ha il completo permesso del Direttore di creare, con esso, ciò che vuole.
- The Twins (stagioni 1-4), doppiati da Richard Mather.
Due misteriosi gemelli identici sul cui conto non si sa nulla: sembrano abitare in una sorta di laboratorio ipertecnologico situato da qualche parte in Superjail, da dove elaborano piani per complicare la vita al Direttore. Essi sono in grado di teleportarsi e far apparire oggetti, e dimostrano un'avanzata conoscenza in numerosissimi settori scientifici. Alcune caratteristiche uniche del loro corpo consistono in un sangue di colore verde fluorescente e la presenza di quattro capezzoli a testa. Parlano con un'intonazione molto lieve e monotona, e ogni volta che appaiono si può udire una lieve musica dance/techno in sottofondo.
- Jacknife (stagioni 1-4), doppiato da Christy Karacas.
Un malfattore di piccolo calibro che appare all'inizio di ogni episodio mentre compie un diverso crimine: viene immancabilmente arrestato da Jailbot, che sbuca fuori dai posti più improbabili, distruggendo intanto tutto ciò che lo circonda, per essere poi condotto in volo a Superjail, da cui riesce a fuggire al termine di ogni episodio in cui appare. Jacknife non parla ma si esprime attraverso grugniti e versi vari; ha dimostrato più volte segni di schizofrenia e necrofilia. In un episodio si scopre, tramite un ricordo, che ha avuto un'infanzia infelice.
- Lord Stingray (stagioni 2-4), doppiato da Eric Bauza.
Un supercattivo stereotipato, molto simile al Comandante Cobra, nonché principale antagonista della serie. Dopo essere stato sconfitto dai suoi nemici, si è schiantato sull'Isola di Superjail dove è finito in prigione. Da allora è da sempre una spina nel fianco del Direttore, cercando in continuazione di scappare o prendere il controllo della prigione.

### Personaggi secondari
- Gary e Uccello (stagioni 1-4).
Duo di carcerati all'interno di Superjail. Gary è un ornitologo costantemente nascosto da due spessi occhiali. Appare spesso completamente freddo e indifferente a qualsiasi avvenimento, oltre all'apparire estremamente crudele e violento, quando se ne presenta l'occasione. Non parla mai nel corso della serie, ed è sempre accompagnato da Uccello, un piccolo pennuto giallo, anch'egli crudele e sadico, che uccide, tortura e mutila indiscriminatamente chiunque egli consideri una minaccia o un fastidio.
- Jean Baptiste Le Ghei e Paul Guaye (stagioni 1-2).
Altro duo ricorrente della serie, sono una coppia omosessuale di detenuti all'interno del Superjail. Sono sempre uniti, malgrado spesso litighino anche per i motivi più futili (come il litigare sul chi abbia lasciato la tavoletta del gabinetto alzata o abbassata), e spesso parlano e si comportano come una vecchia coppia sposata. Un tempo i leader rispettivi delle due più grandi gang criminali di Superjail, con la loro unione il tasso di criminalità all'interno dell'impianto è estremamente calato, e sono per questo visti di buon occhio dallo staff, che evita di maltrattarli e di torturarli.
- Ash Firin (stagioni 1-2), doppiato da Christopher McCulloch.
Un prigioniero piromane che presenta gravi ustioni in tutto il corpo. Le sue ustioni provengono da un incendio causato da suo padre, ubriaco, quando gli cadde una sigaretta al cinema. Ha una personalità infantile.
- Fatty (stagioni 1-3), doppiato da Stephen Warbrick.
Un detenuto calvo, di mezza età, sovrappeso con una voce acuta e una personalità ridicola e al coltempo inquietante, con un'affinità per cercare di mostrare i suoi genitali, di solito verso Gary. In un episodio viene rivelato che Fatty è un pedofilo. Fatty viene spesso ucciso durante le scene dei delitti.
- Peedee (stagioni 3-4), doppiato da Dana Snyder.
Un manichino ventriloquo vivente posseduto dalla casella vocale di Gary. Originariamente era controllato da Gary e Uccello, tuttavia il suo personaggio è stato in qualche modo trasformato in un criminale spettrale con un accento da mobster e uno stato criminale standard. Condivide una rivalità con Lord Stingray, ma i due occasionalmente lavorano insieme contro il Direttore e gli altri detenuti.
- The Mistress (stagioni 1-3), doppiata da Sally Donovan.
Controparte femminile del direttore; dirige la Ultraprison, un carcere femminile che rotea attorno al pianeta Terra come un satellite. Diventa rivale del Direttore dal primo momento nel quale i due si incontrano. Disprezza quest'ultimo, etichettandolo come "bambino troppo cresciuto", malgrado nasconda un lato infantile e amante delle sfide. Costantemente intenzionata a dimostrare la superiorità delle sue "tecniche di incarcerazione".
- Combaticus (stagione 1).
Un'entità creata dai Gemelli, appare come una loro versione più bassa, dalla pelle argentata e dalle pupille mancanti; il suo corpo, inoltre, è interamente ricoperto da vene blu pulsanti. Dotato di sei dita per arto, è stato creato unicamente per combattere, ed è specializzato in ogni arte marziale a mani nude conosciuta dall'uomo. Morirà nell'episodio "Combaticus", quando un enorme pugno di pietra lo schiaccerà mentre egli riuscirà a far fuggire i Gemelli, suoi creatori, dal tempio in rovina. I suoi resti verranno poi carbonizzati e gettati in mare dagli stessi Gemelli, che ne piangeranno la morte, dicendo che "la sua unica debolezza, era la compassione che provava per i suoi creatori"; malgrado la sua morte, egli apparirà come cameo durante il corso della serie più di una volta.
- Specimen 7 (stagione 1).
Abominio cyborg creato dal Dottore utilizzando il DNA dello staff di Superjail, rivale di Combaticus. Il suo corpo è formato da pezzi, sia organici che non, dello staff della prigione, mischiati e fusi assieme; non è in grado di parlare, e per comunicare fa ricorso a versi simili a quelli degli uccelli predatori. È dotato di una forza sovrumana e dell'abilità di rigenerare arti precedentemente mutilati.

## Produzione

### Ideazione e sviluppo

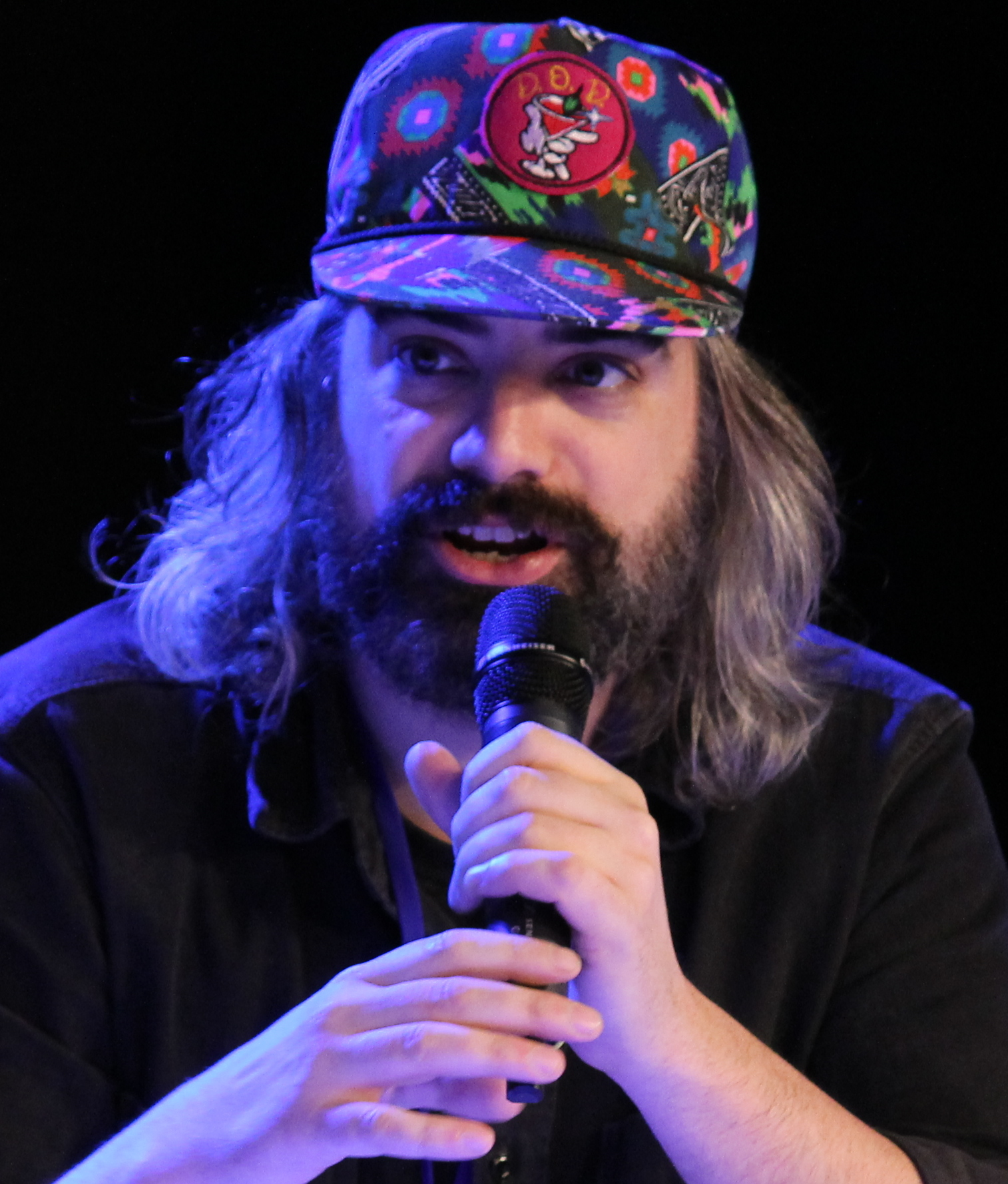
Christy Karacas, creatore, regista e sceneggiatore di Ballmastrz: 9009

Mentre Christy Karacas, Stephen Warbrick e Ben Gruber lavoravano per MTV, un loro amico, che lavorava nel blocco di programmazione notturna Adult Swim, visionò i loro lavori e fu colpito dagli stessi, dicendo loro che volevano una serie televisiva. I tre decisero quindi di contattare Adult Swim e dopo l'approvazione svilupparono l'episodio pilota in sette o otto mesi. I metodi di scrittura dell'episodio pilota si basavano sul concetto di Bar Fight, cortometraggio di Karacas e Warbrick pubblicato nel 2001, e prevedevano l'aggiunta di una narrazione e di un luogo adatto alle loro idee, in questo caso il carcere.

### Stile e animazione
Graficamente la serie ha un aspetto molto semplice, infatti è disegnata interamente a mano e non ci sono molti colori diversi. Secondo Warbrick vengono processati più episodi contemporaneamente, infatti, mentre viene scritto un episodio, nel frattempo ne viene registrato un altro e vengono scritte le bozze degli altri episodi. Secondo la sua ipotesi, un singolo episodio viene terminato tra le sette e le 10 settimane. La serie conta circa 15-20 animatori per episodio.

### Tema musicale
La sigla della serie chiamata Comin 'Home è stata cantata dal gruppo Cheeseburger. Una versione acustica (sempre cantata dai Cheeseburger) può essere ascoltata all'inizio dell'episodio Time Police Part 2, quando, dopo l'arresto a Superjail, Jacknife viene inviato in una prigione reale dopo aver tentato di rapinare una banca. La canzone è usata in ogni episodio tranne due: Bunny Love e The Budding of the Warbuxx. Bunny Love si apre con Rubber Bullets della rock band 10cc (che doveva essere la sigla originale della serie, in seguito cambiata poiché i diritti della canzone erano troppo costosi per essere utilizzata), mentre The Budding of the Warbuxx non ha una canzone di apertura. A partire dalla quarta stagione, le sequenze pre-apertura degli episodi non presentano più il tema Comin 'Home.

### Ispirazioni
In un'intervista con Cold Hard Flash, il creatore Christy Karacas ha detto che la serie è stata influenzata da Gary Panter, Robert Crumb, Sally Cruikshank, Mad Magazine, Vince Collins, Looney Tunes, Fleischer Studios, Tex Avery, Bob Clampett, School House Rock, Sesamo apriti, Grattachecca & Fichetto, Muppet, Pee Wee's Playhouse, arte realizzata dai bambini, art brut e fumetti underground.

## Distribuzione

### Trasmissione internazionale
- 28 settembre 2008 negli Stati Uniti d'America su Adult Swim;
- 20 agosto 2009 in Canada su Adult Digital Distraction;[5]
- 28 ottobre 2011 in Russia su 2x2.

### Edizioni home video
| Stagione         | Episodi | Edizione originale |
| ---------------- | ------- | ------------------ |
| Episodio pilota  | 11      | 23 febbraio 2010   |
| Prima stagione   | 11      | 23 febbraio 2010   |
| Seconda stagione | 10      | 13 marzo 2012      |
| Terza stagione   | 10      | 23 luglio 2013     |